# (1667) Pels
(1667) Pels – planetoida z pasa głównego asteroid okrążająca Słońce w ciągu 3 lat i 89 dni w średniej odległości 2,19 au. Została odkryta 16 września 1930 roku w Sterrewacht Leiden w Johannesburgu przez Hendrika van Genta. Nazwa planetoidy pochodzi od Gerrita Pelsa (1893-1966), holenderskiego astronoma. Przed nadaniem nazwy planetoida nosiła oznaczenie tymczasowe (1667) 1930 SY.